# Abbeville (Alabama)
Abbeville is een plaats (city) in de Amerikaanse staat Alabama, en valt bestuurlijk gezien onder Henry County (Alabama).

## Demografie
Bij de volkstelling in 2000 werd het aantal inwoners vastgesteld op 2987.
In 2006 is het aantal inwoners door het United States Census Bureau geschat op 2959, een daling van 28 (-0,9%).

## Geografie
Volgens het United States Census Bureau beslaat de plaats een oppervlakte van
40,4 km², waarvan 40,3 km² land en 0,1 km² water.

## Nabijgelegen plaatsen
De onderstaande figuur toont de plaatsen in de directe omgeving van Jackson. Een gele markeerstip geeft aan dat de plaats meer dan 20.000 inwoners telt, een zwarte stip geeft aan dat de plaats minder dan 20.000 inwoners telt.